# Пјетро Зјани
Пјетро Зјани (умро 1229, Венеција) је био 44. млетачки дужд (1205—1229) и син дужда Себастијана Зјанија. За време његовог дуждевања Млетачка република је владала поред Венеције и:
- Задром
- Драчем на епирској обали (био је изгубљен),
- Епиром (био је изгубљен),
- Илириком (био је изгубљен),
- Модоном на Мореји,
- Короном на Мореји,
- Критом у Егејском мору,
- Евбејом у Егејском мору,
- Кикладима у Егејском мору,
- Спорадима у Егејском мору,
- Јонским острвима у Егејском мору,
- Галипољем у Тракији (било је изгубљено),
- Родостом у Тракији (био је изгубљен),
- Ираклејом (Ерегли) (била је изгубљена)
- не баш малим делом Цариграда.

Док је дужд владао овим поседима називајући се још господарем једне четвртине и по царства грчког, млетачки племићи основаше разна мала господства на Архипелагу:
- Војводство Наксос,
- Маркизат Цериго,
- Велико војводство Лимнос,
- Господарство Самторин.

За то време у Цариграду је основано Латинско царство, чијим царевима је Пјетро наметао своју вољу, а када је требало да му помогне, себично би одбијао.
Пјетро је морао да организује, експлоатише и брани своје територије на истоку, које је освојио претходни дужд Енрико Дандоло као и да се бори са моћним непријатељима: Никејским царством, са којим је несрећно ратовао од смрти Хенрика Фландријског 1216. године, па све до своје смрти и у том ратовању је био угрожен и сам Крит; Другим бугарским царством (од доласка на престо до смрти цара Калојана, Епирском деспотовином (целе своје владавине), Ђеновом и многим другим непријатељима.
Пјетру је успео да оснује колонију Кандију на Криту, која је изгубљена тек у XVII веку. Учествовао је у другој ломбардској лиги против превласти цара Светог римског царства Фридриха II на територији северне Италије. Он је учествовао и у петом крсташком рату.
Из политичких разлога се по други пт оженио Констанцом, кћерком краља Сицилије.
Током његовог дуждевања избор дужда је прешао у патрицијске руке.

## Дубровачка република
Дубровачка република, место дотадашње византијске врховне власти, прима 1205. млетачку. Град је задржао своје старо уређење, али му је, ради контроле, кнез увек имао бити Млечанин. Кнезови су најпре бивали доживотни, а после само са мандатом од две године. У својим трговачким односима са суседима Дубровчани су и даље имали слободне руке. Тако су, на пример, већ 1206. год. тражили и добили трговачке повластице од Михајла Дуке, епирског деспота.

## Односи са Зетом
Ђорђе, велики жупан Зете, се, на име, 3. јула 1208, заклео на верност Пјетру, без обзира на свог стрица Стефана великог жупана Србије, и био спреман да с њим заједно ратује против Арбанаса Димитрија Прогоновића, зета Немњића, који је према Млечанима био непоуздан. Изгледа, да се Ђорђе у Зети сматрао као самосталан и да је политику водио на своју руку.

## Односи са Епиром
Епирски деспот, Михајло I, беше до 1210. године осетно ојачао. Под његову власт беше дошла цела Албанија с млетачким Драчем и сроским Скадром, северна Македонија. Један слуга убио је Михајла у брачној постељи вероватно 1215. год. Наследник Михајлов био је његов полубрат Теодор.
1217, на Балкану настају крупне промене. Место умрлог цара Хенрика на цариградски престо је ступио Петар Куртене, његов зет. Кад се он кренуо на своју царску дужност из Рима, где је био крунисан, покуша да отме, по жељи Млечана, Епирцима Драч. Тим изазва њихову освету. Не успевши под Драчем, цар Петар се упутио сухим за Цариград, али га Епирци на том путу негде око Шкумбе предусретоше и убише. Царева погибија изазва у сплеткама богатом Цариграду збуњеност и читав низ нових интрига и прегоњења у Бугарској.

## Односи са Србијом
Несумњиво је, да је српски велики жупан Стефан 1217. год. извео крупан преокрет у својој политици. Омогућила му га је свакако брачна веза са Аном Дандоло, унуком славног дужда Енрикеа, која је остварена негде у то време. Да ли преко Пјетра, или непосредно, Стефан је ступио и у везе са папском куријом и тражио тамо поново краљевску круну и извесну моралну потпору. Папа Хонорије III одазвао се тој молби радо, јер она је значила нову тековину римској столици на Балканском полуострву. Један посебан папински легат, који је преко Сплита отишао у Србију, донео је круну за Стефана и 1217. год. крунисао га њом.

## Пети крсташки рат
Пјетро Зјани је учествовао у Петом крсташком рату (1217. године), који је у почетку био управљен према Сирији, али се затим окренуо против Египта, чији је султан владао и Палестином. Крсташи су, после дуготрајне опсаде, успели да заузму важан трговачки град Дамијету. Али, унутрашњи раздори и неспособна команда довели су затим до војних неуспеха који су приморали крсташе да напусте Египат (1221. године).